# Dominic Hassler
Dominic Hassler (ur. 30 marca 1981 w Lienz) – austriacki piłkarz występujący na pozycji napastnika. Od 2011 występuje w FC Blau-Weiß Linz. W przeszłości występował w Red Bull Salzburg, Grazer AK, LASK Linz, FC Gratkorn i Sturmie Graz.